# 磁莱铁路
磁莱铁路，又称“磁莱线”，是中国一条自山东省宁阳县磁窑镇通往济南市莱芜区的货运铁路。位于山东省中部。分为磁东段（磁窑-东都）和东莱段（东都-莱芜东）两段。正线全长119.0公里，为单线铁路。

## 技术
线路自京沪铁路磁窑站引出，向东至东都站，折向北至莱芜东站，共设车站15座。
磁窑至东都。国铁Ⅲ级，单线，限制坡度6‰，最小曲线半径400米，电力牵引，牵引质量5000吨，到发线有效长1050米，半自动闭塞。
东都至莱芜东。国铁Ⅱ级，单线，限制坡度6‰，局部地段保留既有的超限坡，最小曲线半径400米，电力牵引，牵引质量5000吨，到发线有效长1050米，半自动闭塞。

## 历史
1938年1月,日军占领新泰新泰县城后,立即进入矿区,占据了华宝、新裕两煤矿。为解决煤炭外运问题，1938年8月,日军驱使泰安、新泰、宁阳等地劳工,先修磁窑至禹村的铁路,全长25.24公里,1941年6月通车。日军头目姓赤柴，这条铁路被称作“赤柴运煤线”；1940年8月动工将“赤柴运煤线”延长至东都，1943年7月19日通车，这是后来的磁东铁路，长66.16公里。东莱段始建于1959年5月，1960年12月1日建成通车。
电气化改造工程，已由铁道部《关于辛泰 磁东 东莱铁路电气化改造工程可行性研究报告的批复》（铁计函[2010]1560号）、《铁道部关于辛泰、磁东、东莱铁路电化改造工程初步设计的批复》（铁鉴函[2013]294号）批准建设。项目业主为铁道部，总投资的25%使用铁路建设专项资金，其余75%使用中国建设银行、兴业银行贷款。济南铁路局为招标人。